# Texella hartae
Texella hartae is een hooiwagen uit de familie Phalangodidae.